# 13699 Ніктомас
13699 Ніктомас (13699 Nickthomas) — астероїд головного поясу, відкритий 18 червня 1998 року.
Тіссеранів параметр щодо Юпітера — 3,602.